# Порт-Вентворт (Джорджія)
Порт-Вентворт (англ. Port Wentworth) — місто (англ. city) в США, в окрузі Четем штату Джорджія. Населення — 10 878 осіб (2020).

## Географія
Порт-Вентворт розташований за координатами 32°11′32″ пн. ш. 81°12′19″ зх. д. / 32.19222° пн. ш. 81.20528° зх. д. (32.192195, -81.205280).  За даними Бюро перепису населення США в 2010 році місто мало площу 42,98 км², з яких 42,59 км² — суходіл та 0,39 км² — водойми.

## Демографія
Згідно з переписом 2010 року, у місті мешкало 5359 осіб у 2042 домогосподарствах у складі 1378 родин. Густота населення становила 125 осіб/км².  Було 2226 помешкань (52/км²).
Расовий склад населення:
| - 61,1 % — білих - 31,4 % — чорних або афроамериканців - 1,7 % — азіатів - 0,2 % — корінних американців - 0,1 % — вихідців з тихоокеанських островів - 2,8 % — осіб інших рас |

До двох чи більше рас належало 2,6 %. Частка іспаномовних становила 8,2 % від усіх жителів.
За віковим діапазоном населення розподілялося таким чином: 25,9 % — особи молодші 18 років, 64,2 % — особи у віці 18—64 років, 9,9 % — особи у віці 65 років та старші. Медіана віку мешканця становила 31,8 року. На 100 осіб жіночої статі у місті припадало 94,4 чоловіків;  на 100 жінок у віці від 18 років та старших — 92,5 чоловіків також старших 18 років.
Середній дохід на одне домашнє господарство  становив 83 130 доларів США (медіана — 61 643), а середній дохід на одну сім'ю — 99 418 доларів (медіана — 69 217). Медіана доходів становила 51 992 долари для чоловіків та 37 148 доларів для жінок. За межею бідності перебувало 4,8 % осіб, у тому числі 0,0 % дітей у віці до 18 років та 6,4 % осіб у віці 65 років та старших.
Цивільне працевлаштоване населення становило 3694 особи. Основні галузі зайнятості: освіта, охорона здоров'я та соціальна допомога — 27,2 %, фінанси, страхування та нерухомість — 16,4 %, науковці, спеціалісти, менеджери — 15,5 %.